# Terroba
Terroba és un municipi situat en la comarca del Camero Viejo, de La Rioja (Espanya).

## Història
És possible que el nom de Terroba provingui de terra alba, a causa de l'existència d'antigues pedreres de pedra calcària. El document més antic en el qual es nomena a Terroba, pertany a un trasllat de les Ordenances celebrades en 1579 i 1581 entre el lloc de Terroba i la vila de Luezas, sobre l'aprofitament de pastures. Va ser un llogaret independent del municipi de Calahorra alhora que pertanyia a la província de Sòria. El 30 de novembre de 1833 va passar a formar part de la província de Logronyo una vegada convertida en vila. La casa típica de Terroba és la construïda amb adobe o pedra, de dues o tres altures.